# Force (film, 2011)
Pour les articles homonymes, voir Force.
Pour plus de détails, voir Fiche technique et Distribution.
Force est un film indien réalisé par Nishikanth Kamath sorti le 20 septembre 2011.
Ce film d'action donne la vedette à John Abraham, Genelia D'Souza et Vidyut Jamwal, qui en est la révélation.

## Synopsis
Le film raconte l'histoire de Yashvardhan, policier dévoué corps et âme à son travail. Son amour pour sa femme Maya devient son point faible lorsque Vishnu, un dangereux trafiquent de drogue, décide de venger la mort de son frère en s'attaquant aux familles des policiers qui l'ont tué.

## Fiche technique
- Titre : Force
- Réalisateur : Nishikanth Kamath
- Scénario : Gautham Menon
- Musique : Harris Jayaraj
- Paroles : Sameer
- Effet visuel : Devendra Bhave
- Directeur de la photographie : Ayananka Bose
- Production : Vipul Amrutlal Shah
- Langue : hindi
- Pays d'origine : Inde
- Format : Couleurs
- Genre : Action,
- Durée : 138 minutes
- Dates de sortie en salles : 20 septembre 2011 (Inde)

## Distribution
Distribution établie d'après IMBd.
- John Abraham : ACP Yashvardhan
- Genelia D'Souza : Maya
- Vidyut Jamwal : Vishnu
- Raj Babbar : Directeur régional
- Mohnish Bahl : Atul
- Kamlesh Sawant : Inspecteur Kamlesh
- Anaitha Nair : Rachna M. Pandey

## Réception

### Accueil critique
L'accueil critique est partagé. Si l'ensemble de la presse reconnait la qualité des scènes d'action, certains critiques déplorent le manque d'originalité de l'histoire et soulignent que Force n'égale pas Kaakha Kaakha, film tamoul dont il est le remake. Tandis que l'interprétation de John Abraham est peu appréciée, celle de Vidyut Jamwal est au contraire louangée pour sa composition d'un « méchant » tout à la fois cool, distant et terriblement menaçant.

### Box-office
Le film est un succès commercial, rapportant 250 940 000 roupies  pour un budget de 180 000 000 roupies.